# Staatsstraße 57
Die Staatsstraße 57  (S 57) ist eine Staatsstraße in Sachsen, die nach der Fertigstellung des Abschnitts Rochlitz–Niederfrohna der Bundesautobahn 72 durch Herabwidmung des parallel dazu liegenden Abschnittes der Bundesstraße 95 im Jahr 2011 entstand.

## Verlauf

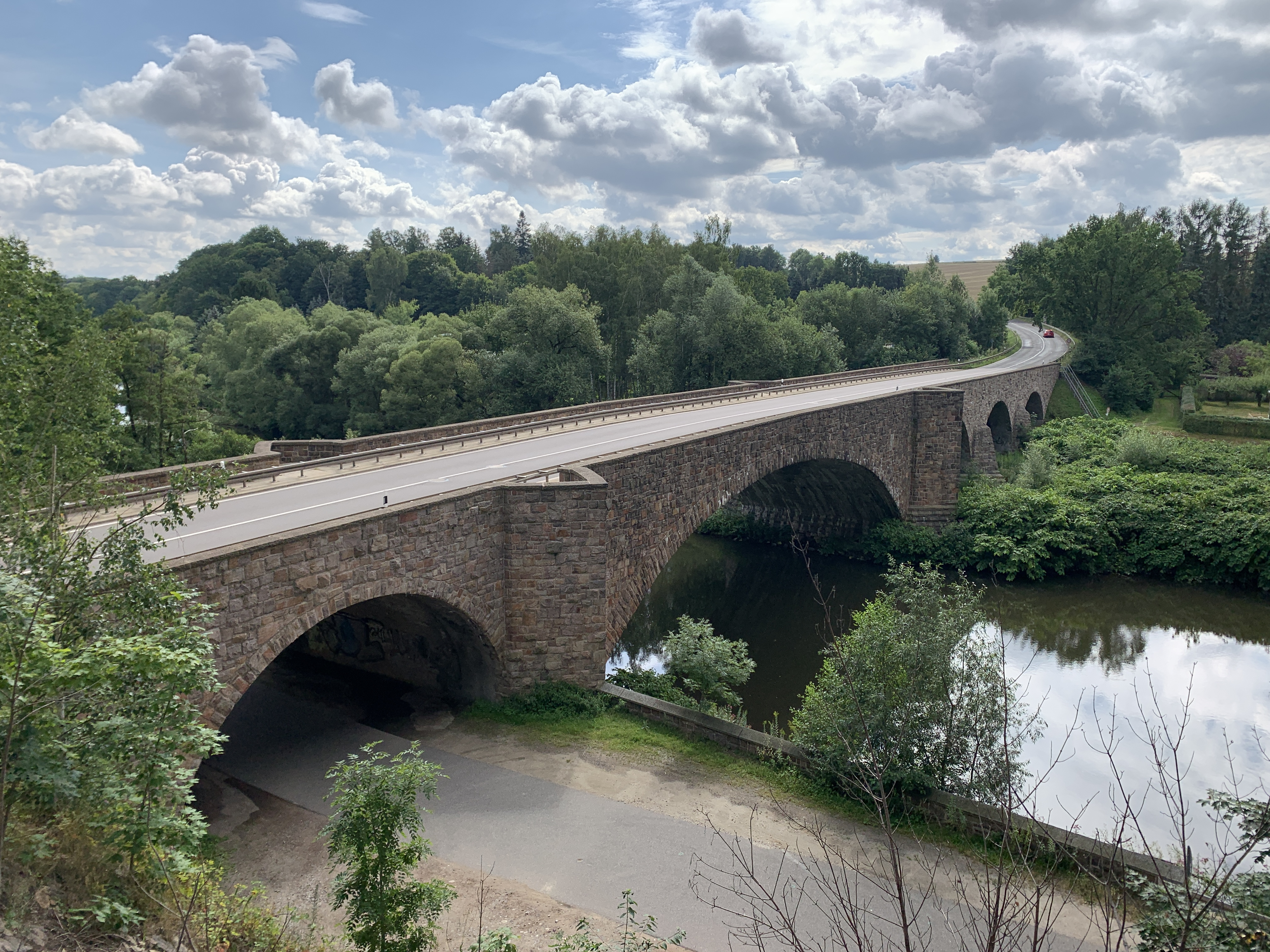
S 57 im Verlauf mit Muldebrücke

Die S 57 beginnt nordwestlich von Penig an der Landesgrenze zu Thüringen, wo sie als L1357 nach Klausa zur B 180 nach Altenburg führt. Nach den beiden Ortsdurchfahrten der Peniger Ortsteile Niedersteinbach und Wernsdorf wird die B 175 erreicht. Kurz danach wird diese wieder verlassen und die S 57 schwenkt auf die Trasse der ehemaligen B 95 und führt ab hier den Verlauf der sich nach Norden anschließenden S 51 weiter.
Es geht nun hinab ins Tal der Zwickauer Mulde vorbei am Wildpark Köbe und unter der großen Muldebrücke der A 72 hindurch.
In der Talsohle wird die Bahnstrecke Glauchau–Wurzen unter- sowie die Zwickauer Mulde überquert.
Auf der linken Seite befindet sich die Stadt Penig, welche mit einer Ortsumfahrung aus den 30er Jahren umfahren wird. Nach einem Gewerbegebiet zwischen Penig und dem Ortsteil Tauscha endet die S 57 an der Kreuzung mit der S 241 kurz vor der Auffahrt Niederfrohna zur A 72.